# Gorske sanje
Gorske sanje so  slovenska televizijska serija, ki so jo začeli predvajati 12. marca 2018 ob 20. uri od ponedeljka do petka na Planet TV. Govori o "treh generacijah, dveh družinah in eni ljubezni". Serija bi morala v prvi sezoni imeti 80 delov, a so jo prenehali snemati v aprilu zaradi neplačevanja snemalne ekipe in tako predvajali zgolj 31 delov.

## Predvajanje serije
| Sezona | Sezona | Epizode | Začetek        | Konec          |
| ------ | ------ | ------- | -------------- | -------------- |
|        | 1      | 31      | 12. marec 2018 | 24. april 2018 |

## Igralci
| Igralec/-ka        | Vloga                                                               | Sezona |
| ------------------ | ------------------------------------------------------------------- | ------ |
| Družina Rebnik     |                                                                     |        |
| Vesna Ponorac      | Mateja Rebnik, smučarka                                             | 1      |
| Saša Mihelčič      | Alenka Rebnik, mama Mateje, gostilničarka                           | 1      |
| Primož Vrhovec     | Mitja Rebnik, smučarski trener, oče Mateje                          | 1      |
| Judita Zidar       | vodja hotela in gostilne, mama Alenke in babica Mateje              | 1      |
| Družina Starman    |                                                                     |        |
| Dario Nožić Serini | Rok Starman, vojaški pilot                                          | 1      |
| Alenka Tetičkovič  | Irena Starman, medicinska sestra                                    | 1      |
| Jure Ivanušič      | Simon Starman, oče Roka in lastnik vseh podjetji                    | 1      |
| Boris Kerč         | Maksimilijan (Maks) Starman, oče Simona in podjetnik                | 1      |
| Matjaž Javšnik     | Darko, pomočnik Maksa                                               | 1      |
| Ostale vloge       |                                                                     |        |
| Ranko Babič        | Vučko, serviser smuči, lastnik izposojevalnice koles in ski servisa | 1      |
| Karin Komljanec    | Katarina Strnad, županja                                            | 1      |
| Janez Starina      | Samotar, zeliščar Bedanec                                           | 1      |
| Urška Hlebec       | Cvetka, prodajalka v trgovini                                       | 1      |
| Urška Vučak Markež | Fani, prodajalka v trgovini                                         | 1      |
| Maja Šprohar       | Mojca, natakarica                                                   | 1      |